# Linia kolejowa Smržovka – Josefův Důl
Linia kolejowa Smržovka – Josefův Důl – jednotorowa, niezelektryfikowana linia kolejowa w Czechach. Łączy stacje Smržovka i Josefův Důl. w całości znajduje się na terytorium kraju libereckiego.